# AMD Geode
Die SoC-Familie der Geode-Prozessoren ist speziell für den embedded- und Low-Power-Bereich entwickelt worden. Der Geode hat eine sehr wechselvolle Geschichte hinter sich und wurde ursprünglich von Cyrix unter dem Namen Cyrix MediaGX entwickelt. Mit dem Kauf von Cyrix ging dieses Know-how an National Semiconductor über. Diese konzentrierten sich stark auf diese SoC-Schaltungen, so wurde die Sparte auch nach dem Weiterkauf von Cyrix an VIA Technologies nicht mitverkauft, sondern die Entwicklung unter dem neuen Namen Geode fortgeführt. Das Ergebnis war der National Geode GX1 und GX2.
Aus wirtschaftlichen Gründen verkaufte National 2003 die entsprechende SoC-Abteilung an AMD. Seitdem wurden diese Prozessoren von AMD weiterentwickelt und produziert, bis AMD die Geode-Entwicklung im Juli 2006 in die 64-Bit-Entwicklungsabteilung integrierte. Allerdings hatte AMD die Technik bereits am 24. Oktober 2005 an das chinesische Ministerium für Wissenschaft und Technik (Chinese Ministry of Science and Technology – MOST) und an die Universität Peking lizenziert.
Als Nachfolger von AMD Geode kann nun AMD Fusion angesehen werden. Diese sogenannten APUs sind eine Kombination aus sparsamen x86-Hauptprozessoren mit integriertem Grafikprozessor, welche speziell für sehr sparsame und preislich attraktive Systeme entwickelt wurden.

## National Semiconductor

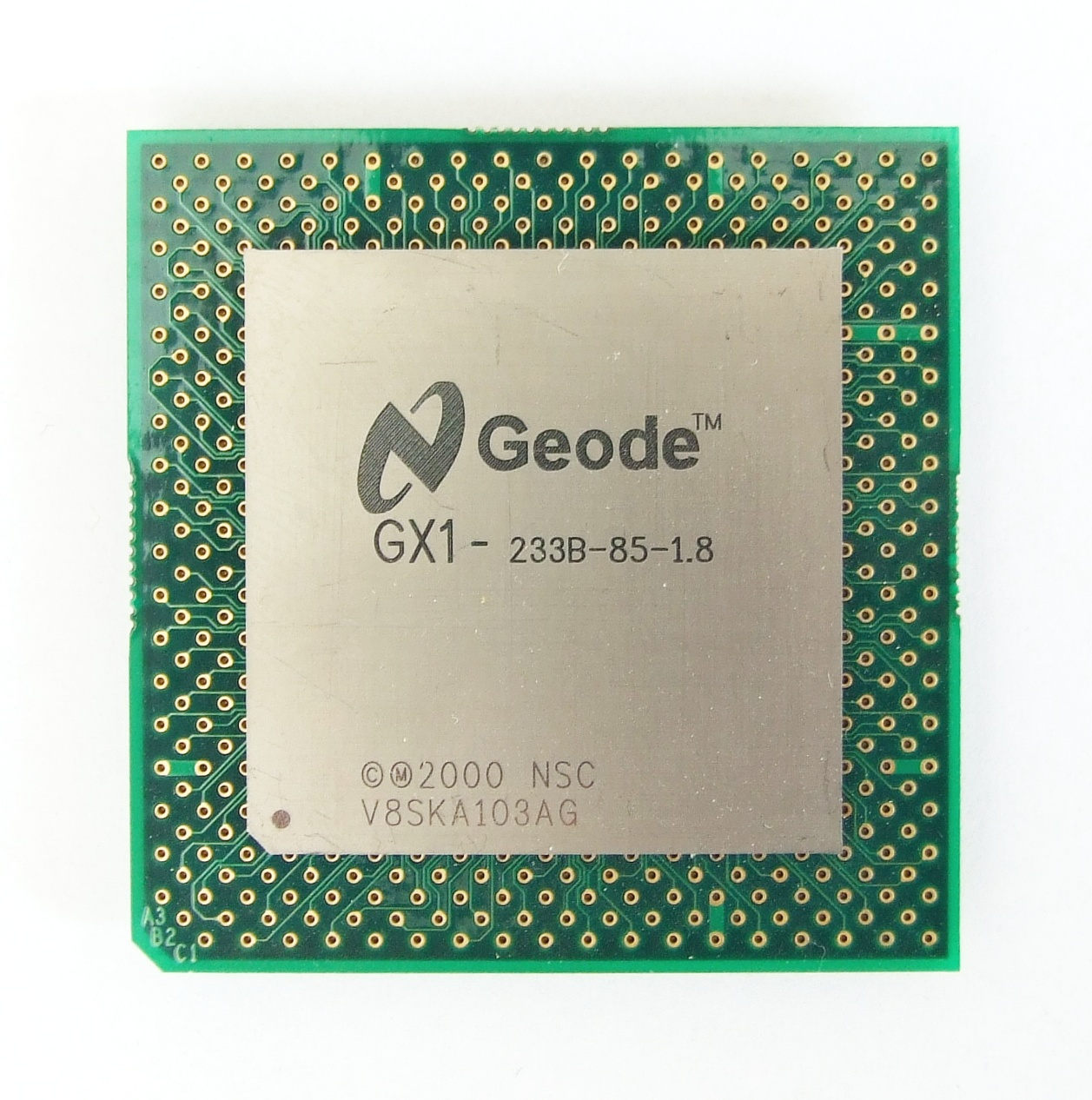
Geode GX1 mit 233 MHz

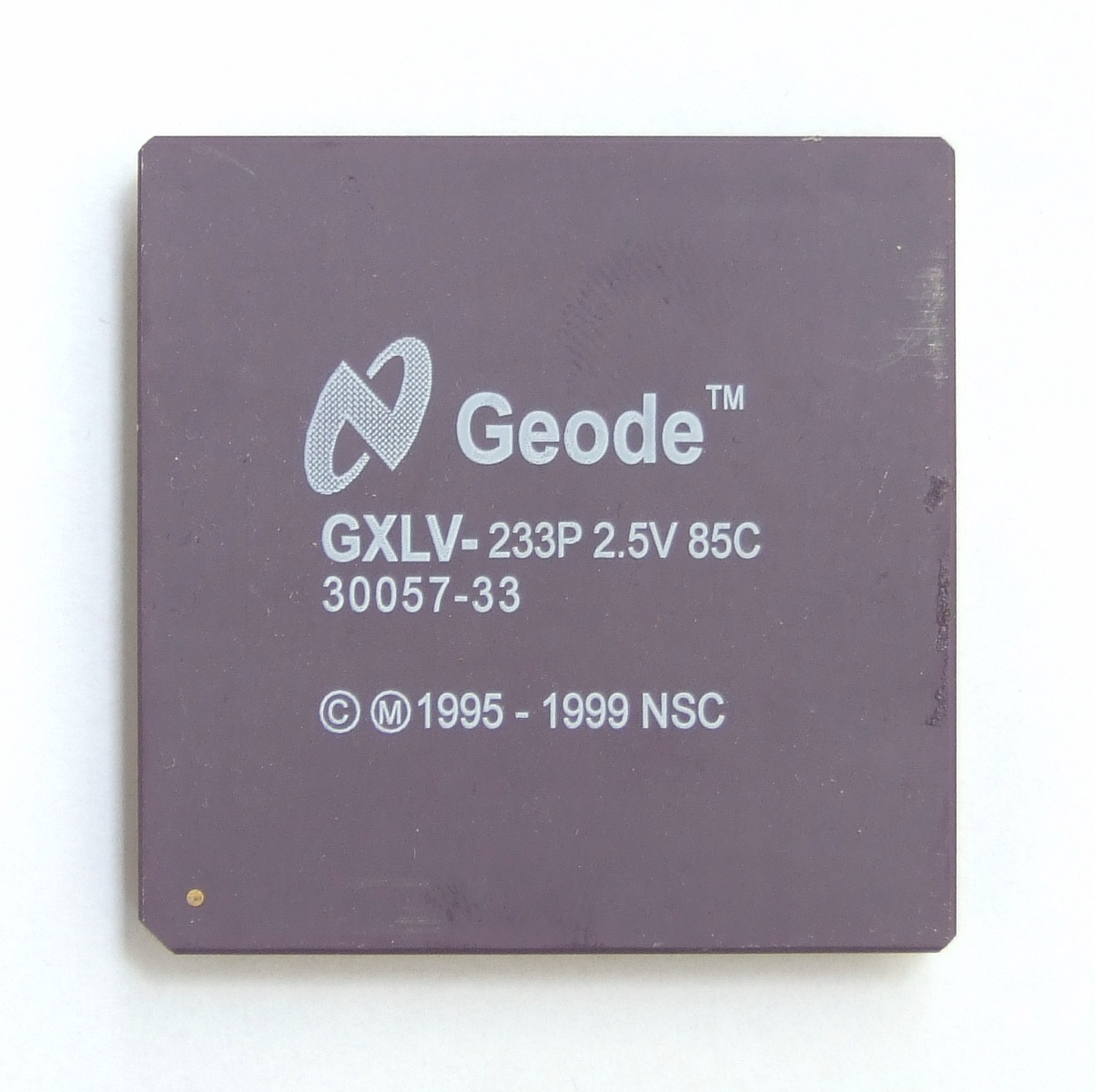
Geode GXLV, 233 MHz

Nach der Übernahme von Cyrix durch National Semiconductor wurde der National Geode GX1 auf Basis des alten Cyrix MediaGX entwickelt. Unter anderem wurde das Speicherinterface des ebenfalls integrierten Speichercontrollers für SDRAM tauglich gemacht.
Der National Geode GX2 ist der grundlegend überarbeitete Nachfolger des Geode GX1 und ist u. a. mit einem größeren L1-Cache, AMDs 3DNow-Befehlen und einer längeren Pipeline ausgestattet. Auch die FPU wurde verbessert (ist jetzt fully pipelined), und das Speicherinterface des ebenfalls integrierten Speichercontrollers wurde auf DDR-SDRAM geändert.
| Eigenschaft              | Geode GX1                                        | Geode GX2                                        | Geode GXLV                                      |
| ------------------------ | ------------------------------------------------ | ------------------------------------------------ | ----------------------------------------------- |
| L1-Cache                 | 16 kB (unified)                                  | 16 + 16 kB (Daten + Instruktionen)               | 16 kB (unified)                                 |
| Befehlssatzerweiterung   | MMX                                              | MMX, 3DNow                                       | MMX                                             |
| Schnittstelle/Sockel     | GeodeLink Interface (basierend auf dem Sockel 7) | GeodeLink Interface (basierend auf dem Sockel 7) |                                                 |
| Front Side Bus           | NA                                               |                                                  |                                                 |
| Speichertakt             | max. 111 MHz                                     |                                                  |                                                 |
| Betriebsspannung (VCore) | 1,6 V bis 2,2 V                                  |                                                  | 2,2V, 2,5V, 2,9V                                |
| Betriebsspannung (I/O)   |                                                  |                                                  | 3,3V (5V tolerant)                              |
| Leistungsaufnahme        | max. 1,4W@2,2V/333 MHz (TDP)                     |                                                  | 1,0W bei 2,2V/166 MHz und 2,5W bei 2,9V/266 MHz |
| Erscheinungsdatum        | 12. April 2000                                   | 17. Oktober 2001                                 |                                                 |
| Fertigungstechnik        | 0,18 µm                                          | 0,15 µm                                          | 0,25 µm (CMOS mit 4 Metallebenen)               |
| Taktraten                | 200, 233, 266, 300 und 333 MHz                   | 266, 333 und 400 MHz                             | 166, 200, 233, 266 MHz                          |
| Gehäuse                  |                                                  |                                                  | 352-pin terminal BGA oder 320-pin SPGA          |

## Advanced Micro Devices

### Geode GX
Der AMD Geode GX besitzt gleiche Spezifikationen wie der National Geode GX2. Um das schon betagte Design aufzuwerten, entschloss sich AMD, ein P-Rating einzuführen, um die Vergleichbarkeit mit den Mitbewerbern (v. a. VIA C3) zu gewährleisten. Vergleichstests haben gezeigt, dass AMDs Geode GX unter der Performance seiner Konkurrenten bleibt. AMD hängte zusätzlich noch die Leistungsaufnahme mit an das P-Rating. Allerdings wird dabei der Durchschnittsverbrauch angegeben, nicht die TDP, das heißt, unter hoher Belastung liegt die Verlustleistung deutlich höher als das P-Rating suggeriert. Die Verfügbarkeit garantierte AMD bis zum 31. Dezember 2009.

### Geode LX

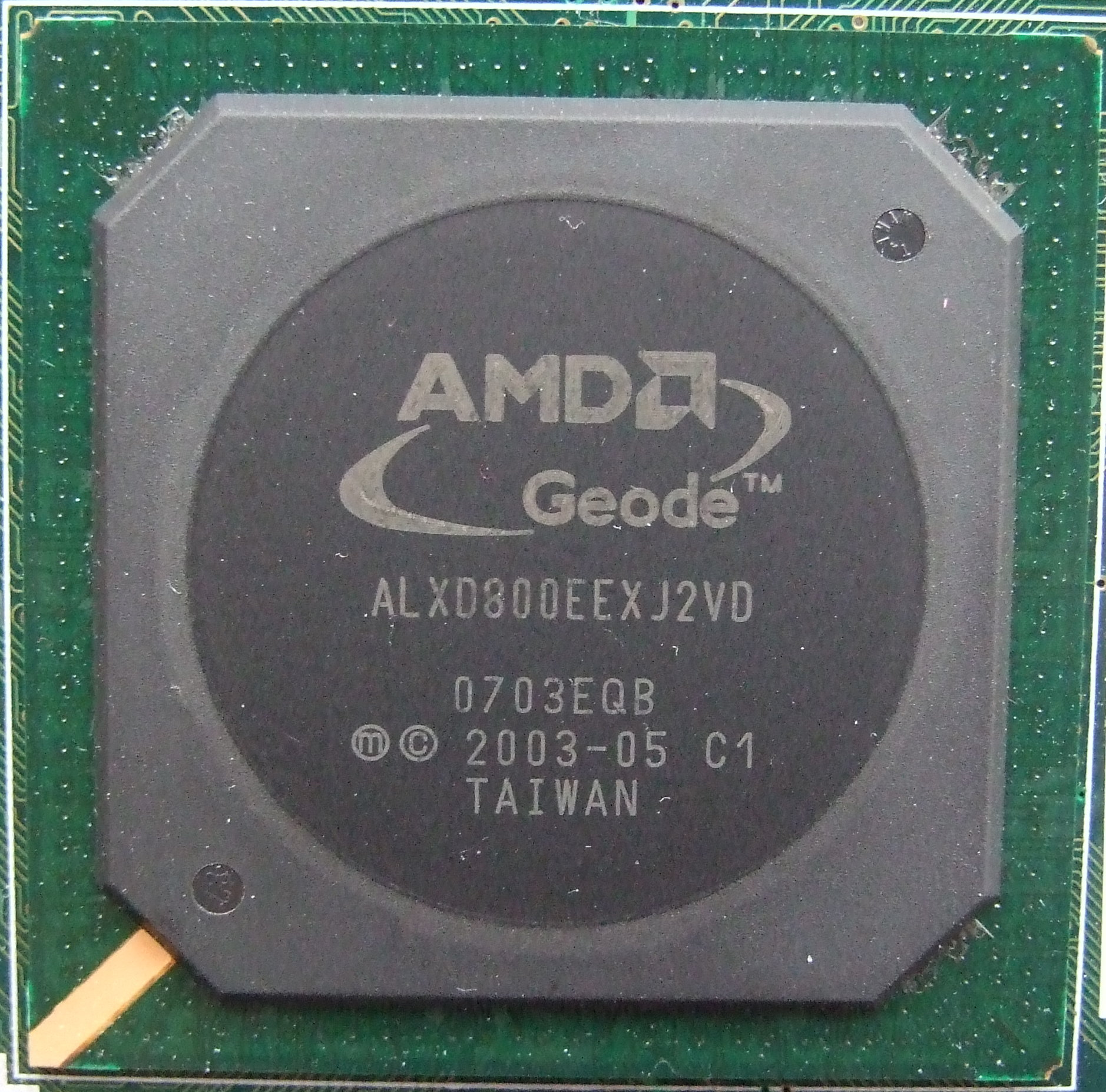
AMD Geode LX 800 mit 500 MHz

Der AMD Geode LX ist die Weiterentwicklung des AMD Geode GX und basiert deshalb ebenfalls sehr stark auf der Prozessor-Architektur von National bzw. Cyrix. Allerdings hat AMD bei dieser CPU noch Veränderungen vorgenommen: Der L1-Cache wurde auf 128 kB vergrößert und ein L2-Cache mit 128 kB eingefügt. Außerdem wurde eine bereits vom Centaur Nehemiah bekannte AES-Engine integriert. Die CPU wurde dadurch leistungsfähiger als der Vorgänger, allerdings ist deren P-Rating wie auch der angegebene Verbrauch sehr zweifelhaft. Mit diesen Änderungen wird versucht, das veraltete CPU-Design konkurrenzfähiger zu machen. Eine 600-MHz-Version wurde im Februar 2007 angekündigt. Die Verfügbarkeit der Prozessorfamilie plant AMD bis ins Jahr 2015. Laut AMDs Embedded Roadmap sollen an der Geode LX CPU in Zukunft noch einige Detailverbesserungen vorgenommen werden.

### Geode NX

AMD Geode 1500 auf dem Mini-ITX-Board von LogicPD im Betrieb

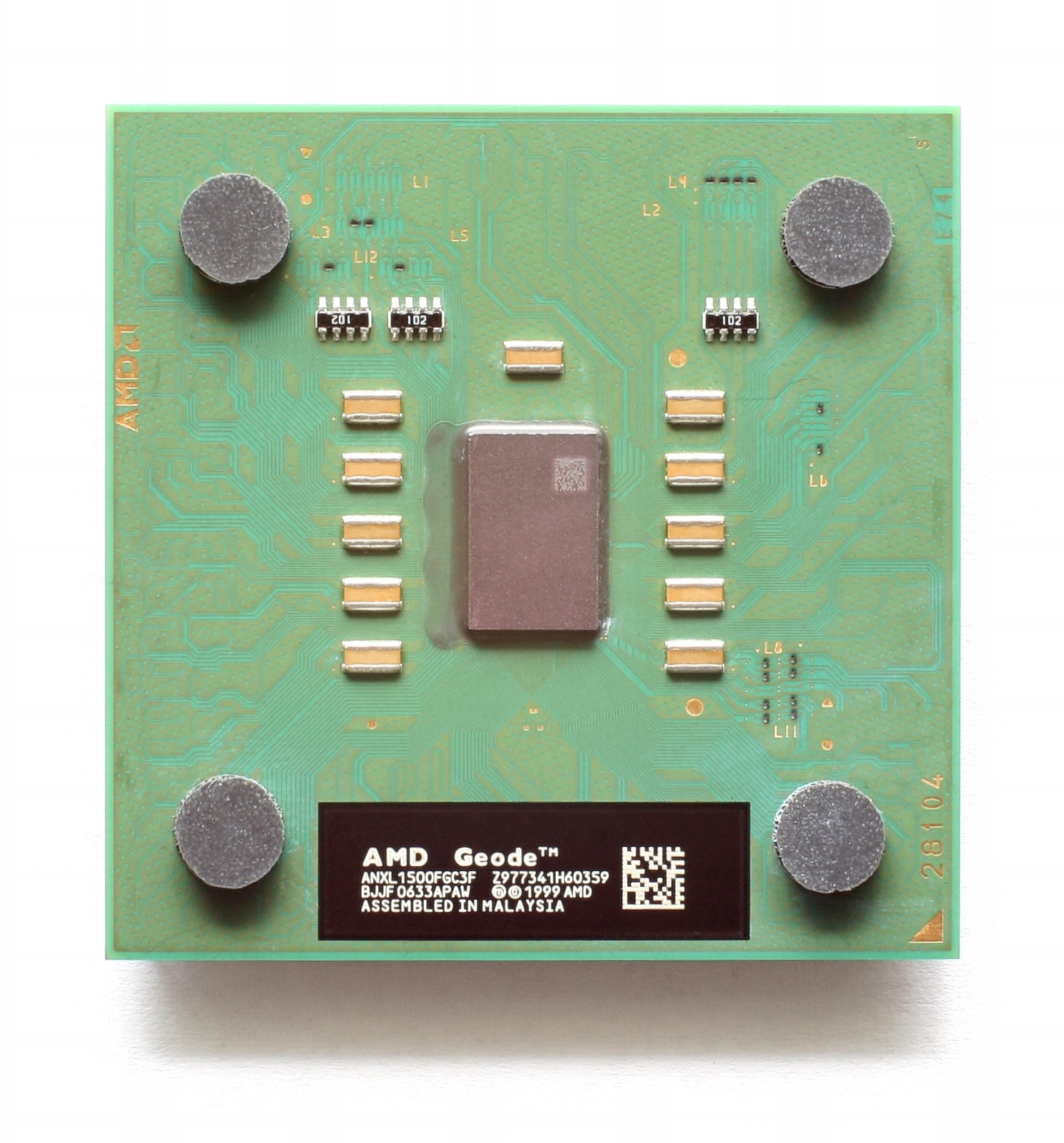
Geode NX 1500

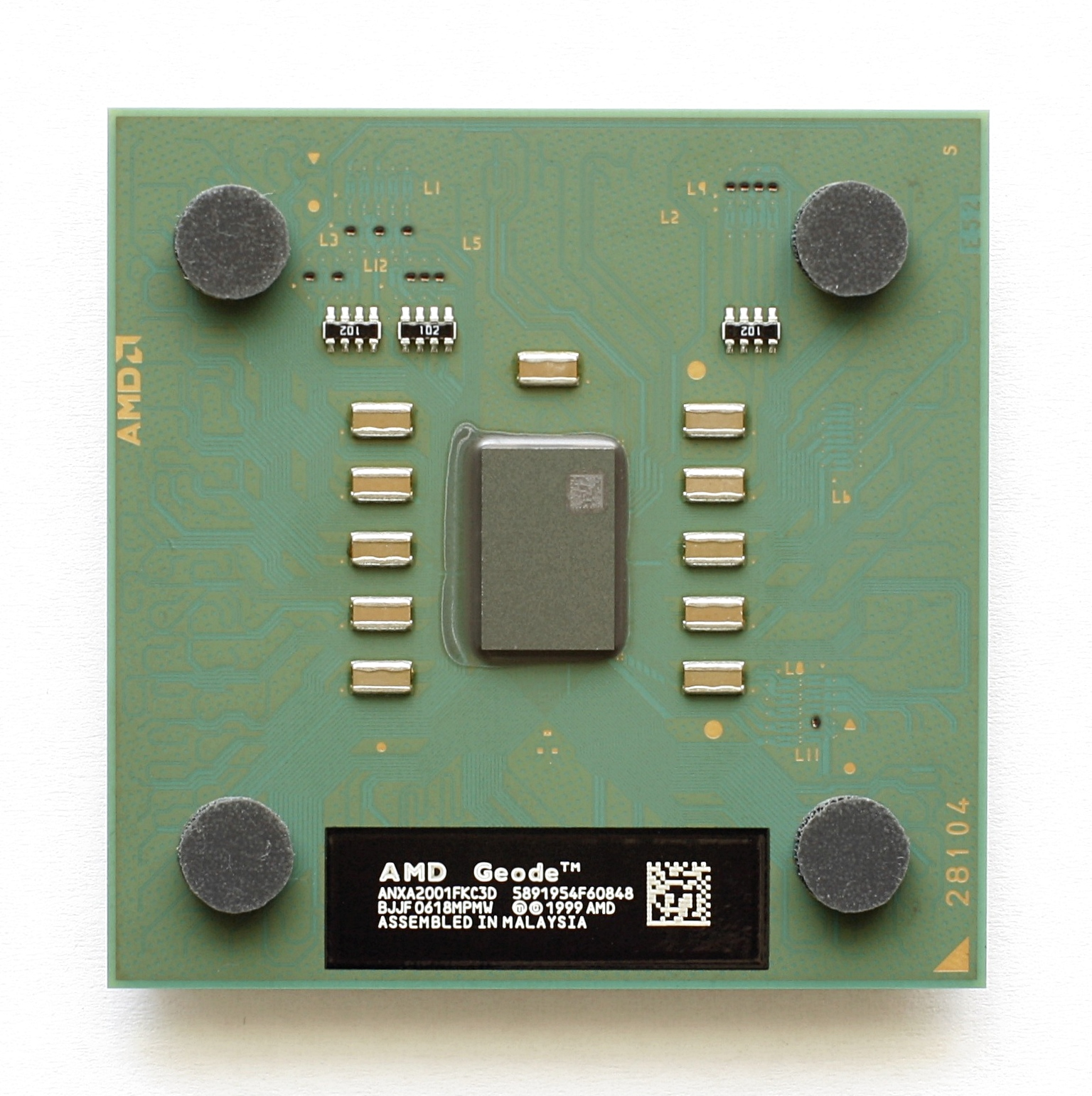
Geode NX 2001

Mit dem Geode NX versucht AMD erstmals, in größerem Stil in ein Marktsegment vorzustoßen, das vor allem VIA Technologies mit den EPIA-Boards (basierend auf CPUs von Centaur Technology) dominiert. In weiterer Zusammenarbeit mit SiS wurde von LogicPD ein Mini-ITX-Board entwickelt, das von der Ausstattung sehr an VIAs EPIA-Serie erinnert.
Anders, als der Name vermuten lässt, ist der Geode NX keine Weiterentwicklung des ursprünglichen Geode-Designs, sondern ein auf dem Athlon XP basierender Prozessor. Beide Prozessorfamilien werden parallel von AMD vertrieben und unterscheiden sich grundsätzlich in ihrer Architektur. Der Geode NX ist dabei ein nur niedrig getakteter und mit niedrigerer Spannung betriebener Thoroughbred B, der bereits beim Athlon XP, Athlon MP und nicht zuletzt beim Athlon XP-M zum Einsatz kam und so nun nochmal zu neuen Ehren kommt. Entsprechend gut ist natürlich auch die Unterstützung durch Chipsätze und Software, was durchaus ein Vorteil für AMD ist. Wie bei AMD seit dem Athlon XP üblich, besitzt auch der Geode NX Modellnummern zur Einstufung der Leistungsfähigkeit.

### Geode NX 2001
Im Jahr 2007 wurde ein Geode NX 2001 verkauft, der ein umbenannter Athlon XP 2200+ Thoroughbred war. Die Prozessoren mit Teilnummern AANXA2001FKC3G oder ANXA2001FKC3D hatten 1,8 GHz Taktfrequenz und 1,65 Volt Core-Spannung, der Stromverbrauch wurde jedoch nicht angegeben. Zu diesem Prozessor gibt es keine offiziellen Erklärungen, nur ein paar Exemplare wurden an spezielle Kunden versandt. Trotzdem scheint es, außer dem gleichen CPU-Sockel (Sockel A), keinen Zusammenhang mit den anderen Geode-NX-Prozessoren zu geben.

### Modelldaten

#### Geode GX
- L1-Cache: 16 + 16 kB (Daten + Instruktionen)
- MMX, 3DNow
- GeodeLink Interface (basierend auf dem Sockel 7)
- Taktraten: 333 MHz bis 400 MHz
  - 466@0.9W: 333 MHz
  - 500@1.0W: 366 MHz
  - 533@1.1W: 400 MHz

#### Geode LX
- Codename: Castle
- L1-Cache: 64 + 64 kB (Daten + Instruktionen)
- L2-Cache: 128 kB mit Prozessortakt
- MMX, 3DNow
- GeodeLink Interface (basierend auf dem Sockel 7)
- Erscheinungsdatum: Mai 2005
- Fertigungstechnik: 0,13 µm bei TSMC

| Modellbezeichnung | Taktung MHz | Versorgungsspannung | TDP in Watt | Umgebungstemperaturbereich | Speichertyp |
| ----------------- | ----------- | ------------------- | ----------- | -------------------------- | ----------- |
| LX900@1.5W        | 600         | 1,4V                | 5,1         | 0˚C bis 80˚C               | DDR-400     |
| LX800@0.9W        | 500         | 1,25V               | 3,6         | 0˚C bis 85˚C               | DDR-400     |
| LX800@0.9W        | 500         | 1,25V               | 3,6         | -40˚C bis 85˚C             | DDR-400     |
| LX700@0.8W        | 433         | 1,2V                | 3,1         | 0˚C to 85˚C                | DDR-333     |
| LX600@0.7W        | 366         | 1,2V                | 2,8         | 0˚C to 85˚C                | DDR-266     |

#### Geode NX
- Codename: Thoroughbred B
- L1-Cache: 64 + 64 kB (Daten + Instruktionen)
- L2-Cache: 256 kB mit Prozessortakt
- MMX, Extended 3DNow, SSE, PowerNow!
- Sockel A, EV6 mit 133 MHz (FSB 266)
- Betriebsspannung (VCore):
  - 1250@6W: 1,1 V
  - 1500@6W: 1,0 V
  - 1750@14W: 1,25 V
- Leistungsaufnahme (TDP):
  - 1250@6W: 9 W max.
  - 1500@6W: 18 W max.
  - 1750@14W: 25 W max.
- Erstes Erscheinungsdatum:
- Fertigungstechnik: 0,13 µm
- Taktraten: 667 MHz bis 1.400 MHz
  - 1250@6W: 667 MHz
  - 1500@6W: 1.000 MHz
  - 1750@14W: 1.400 MHz